# Panarský lidožrout

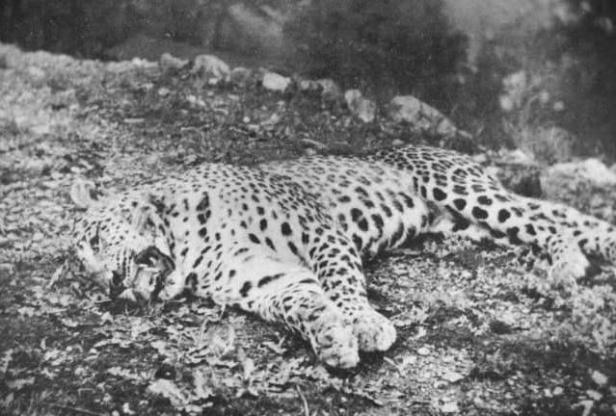
Panárský levhart krátce po zastřelení

Jako panárský lidožrout (či panárský lidojed) se označuje samec levharta skvrnitého (poddruh levhart indický), který začátkem 20. století zabíjel a požíral lidi v Panáru, což je oblast kolem stejnojmenné řeky v indickém okresu Almora ve správní oblasti Kumáón v dnešním státě Uttarákhand. Za dobu svého řádění zvíře usmrtilo asi 400 lidí a je tím pádem nejen rekordmanem mezi zaznamenanými levhartími lidožrouty, ale řadí se na jedno z čelních míst mezi všemi lidožrouty vůbec. Informace o útocích tohoto levhartího samce poprvé zaznamenal britský lovec lidožravých tygrů a levhartů Jim Corbett v roce 1907, kdy se snažil polapit známou čampávatskou tygřici, jež měla na svědomí 436 mrtvých. Na požádání indických úřadů se na lov panárského levharta vydal na jaře roku 1910. Své pátrání musel načas přerušit a tak trvalo několik měsíců, než se mu podařilo zvíře zastavit. Stalo se tak v září 1910, kdy s pomocí kozy jako návnady levharta ze stromového posedu střelou poranil a krátce na to zastřelil. Podle Corbettova názoru se tento samec stal lidožroutem poté, co začal konzumovat maso z nepohřbených mrtvol lidí zemřelých při epidemii cholery, a vytvořil si na lidské maso návyk. Věhlas tohoto lidožrouta zdaleka nedosahoval pozdější proslulosti levharta z Rudraprayagu, jehož řádění pečlivě sledoval i tisk. Důvodem podle Corbetta bylo to, že oblast Panáru byla zapadlá, mimo dopravní infrastrukturu a stranou zájmu. Úspěšnost panárského levharta spočívala právě i v zaostalosti tohoto regionu a nedostupnosti palných zbraní pro místní obyvatele. Domorodci se levhartovi nedokázali postavit na jakkoliv organizovaný odpor, paralyzoval je strach. Leopard operoval téměř výhradně v noci, počínal si vychytrale a někdy přímo vytahoval lidi z chatrčí a požíral je. Někteří autoři jsou ovšem skeptičtí k číslu 400 mrtvých udávaným Corbettem a předpokládají, že na tomto počtu se podílelo více levhartů.